# Logania subfasciata
Logania subfasciata är en fjärilsart som beskrevs av Robert Christopher Tytler 1915. Logania subfasciata ingår i släktet Logania och familjen juvelvingar. Inga underarter finns listade i Catalogue of Life.